# Playmen
Playmen è stata una rivista erotica italiana per adulti, fondata nel 1967 da Adelina Tattilo e diretta da Luciano Oppo.
Vi hanno collaborato fra gli altri fotografi come Roberto Rocchi, Franco Marocco, Mimmo Cattarinich e Paolo Tallarigo. In Italia la rivista raggiunse – e per certi versi superò – per popolarità la versione italiana di Playboy. L'uso di immagini softcore pose Playmen in contrasto con le tante riviste hardcore e voleva richiamarsi, più che all'allora montante ondata pornografica, proprio all'erotismo "di classe" ed "educato" del quale la rivista di Hugh Hefner era portabandiera.
La pubblicazione sopravvisse fino al 2001, proponendo mensilmente fotografie di nudo erotico femminile assieme ad articoli vari sulla moda, sullo sport, su beni di consumo e su alcuni personaggi pubblici. 

## Storia

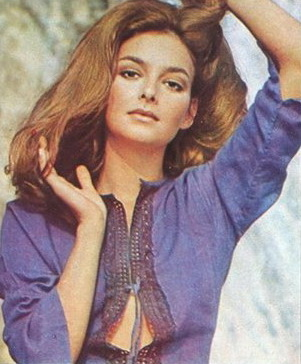
L'attrice Rosemarie Dexter posa per Playmen nel gennaio 1970

Mentre conduceva una battaglia con la censura, Playmen raggiunse una circolazione di 450 000 copie a meno di quattro anni dalla sua prima uscita. I primi tempi, in diverse città la magistratura ordinava ogni mese un ritiro di massa della rivista la quale veniva quindi acquistata dai lettori nelle prime ore dopo il suo arrivo in edicola.
La rivista cominciò imitando la più nota Playboy, anche se la prima «Ragazza del mese», Brigitte Bardot, si copriva il seno con le mani. In seguito Playmen prese uno stile tutto suo, riflettendo il gusto europeo e non sovraesponendo seni come la rivista statunitense. In un'intervista concessa al settimanale Time, Adelina Tattilo disse: «Gli Stati Uniti sono un matriarcato. Penso che sia questa la ragione per cui gli uomini americani preferiscono le donne con seni esagerati, voluminosi, vere calde bambinaie con un rassicurante aspetto materno». Le donne scelte dalla Tattilo erano più magre e più mature rispetto a quelle predilette da Hefner.
Molte celebrità cominciarono la loro carriera apparendo sulla copertina di Playmen o utilizzarono la rivista per un rilancio: Pamela Villoresi, Patty Pravo, Brigitte Bardot, Ornella Muti, Amanda Lear e molte altre. Ursula Andress comparve nuda per l'ultima volta a 45 anni sulla copertina di Playmen nel marzo 1982. La rivista ospitò le immagini di celebri attrici e modelle come Teresa Ann Savoy, Lilli Carati e Camille Keaton. Nel 1972 Playmen ottenne uno scoop internazionale pubblicando le foto di Jacqueline Kennedy, allora moglie di Aristotele Onassis, mentre si abbronzava nuda ai bordi della piscina nella loro villa nell'isola di Skorpios. Oltre alle foto di celebrità svestite, la rivista conteneva interviste a personaggi che operavano nell'ambito di letteratura, cinema, arte, politica e sport. Sulla rivista apparve anche un'intervista al filosofo tradizionalista Julius Evola e, sempre di questi, una parte del saggio Cavalcare la tigre. Nel luglio 1968 l'edizione pubblicò un articolo di Henry Miller.
Negli anni 90, con la massiccia esplosione del mercato delle videocassette  erotiche e pornografiche, la rivista accusò una grave flessione delle vendite, cui si sommò la sempre più facile diffusione di materiale audiovisivo erotico e gratuito tramite la rete, che pose l'impero della Tattilo definitivamente in crisi, fino alla chiusura di Playmen sopraggiunta nel 2001. Il figlio di Adelina Tattilo e di Saro Balsamo, dopo la conclusione dell'epopea della rivista fondata dai genitori, ha pubblicato alcune edizioni del Calendario Playmen: in particolare per gli anni 2004 e 2005, dedicati a Loredana Bontempi.